# Asz-Szamijja (Irak)
Asz-Szamijja (arab. الشامية) – miasto w Iraku, w muhafazie Al-Kadisijja. W 2009 roku liczyło 47 711 mieszkańców.